# Georges Omaira
Georges Omaira ou Amira (1570? -1644), patriarche de l’Église maronite (1633-1644).  
Georges Amira est né à Ehden. Il est envoyé à Rome, en 1583, pour étudier au Collège maronite qui est alors créé. Il revient au Liban en 1595, sous le pontificat de Clément VIII. 
En 1596, il publie une ‘’grammaire syriaque et chaldaïque’’ en latin, l'une des premiers en Europe, et aussi une traduction du Nouveau Testament en syriaque. 
Il est consacré évêque de Ehden en 1596 à la demande du Légat pontifical Dandini. En 1633, au décès du Patriarche Makhlouf, il est élu patriarche. Il est le premier étudiant du Collège maronite à être choisi pour ce poste, et le premier patriarche à ne pas être issu d’un ordre monastique.